# Rigatoni

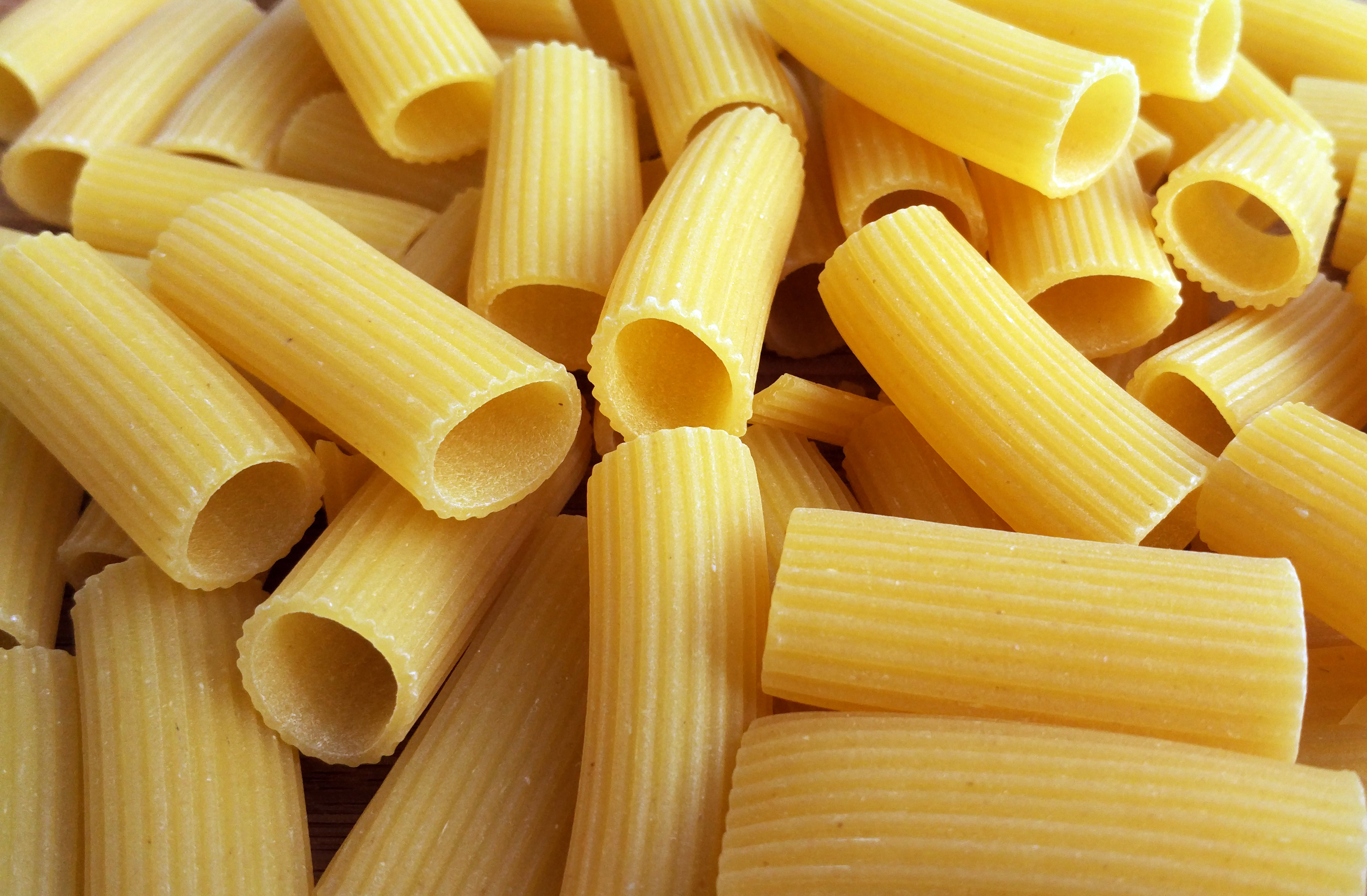
Rohe Rigatoni

Rigatoni sind röhrenförmige Nudeln verschiedener Länge und Durchmesser aus Italien. Sie sind größer als Penne und manchmal leicht gebogen, jedoch nicht so stark wie Makkaroni. Rigatoni haben Längsrillen, meistens gerade, und sind, im Gegensatz zu Penne nicht schräg, sondern rechtwinklig zur Röhrenrichtung abgeschnitten. Kürzere Rigatoni werden Mezzi Rigatoni genannt,  eine etwas größere Form wird auch als Rigatoni Napoletani bezeichnet.

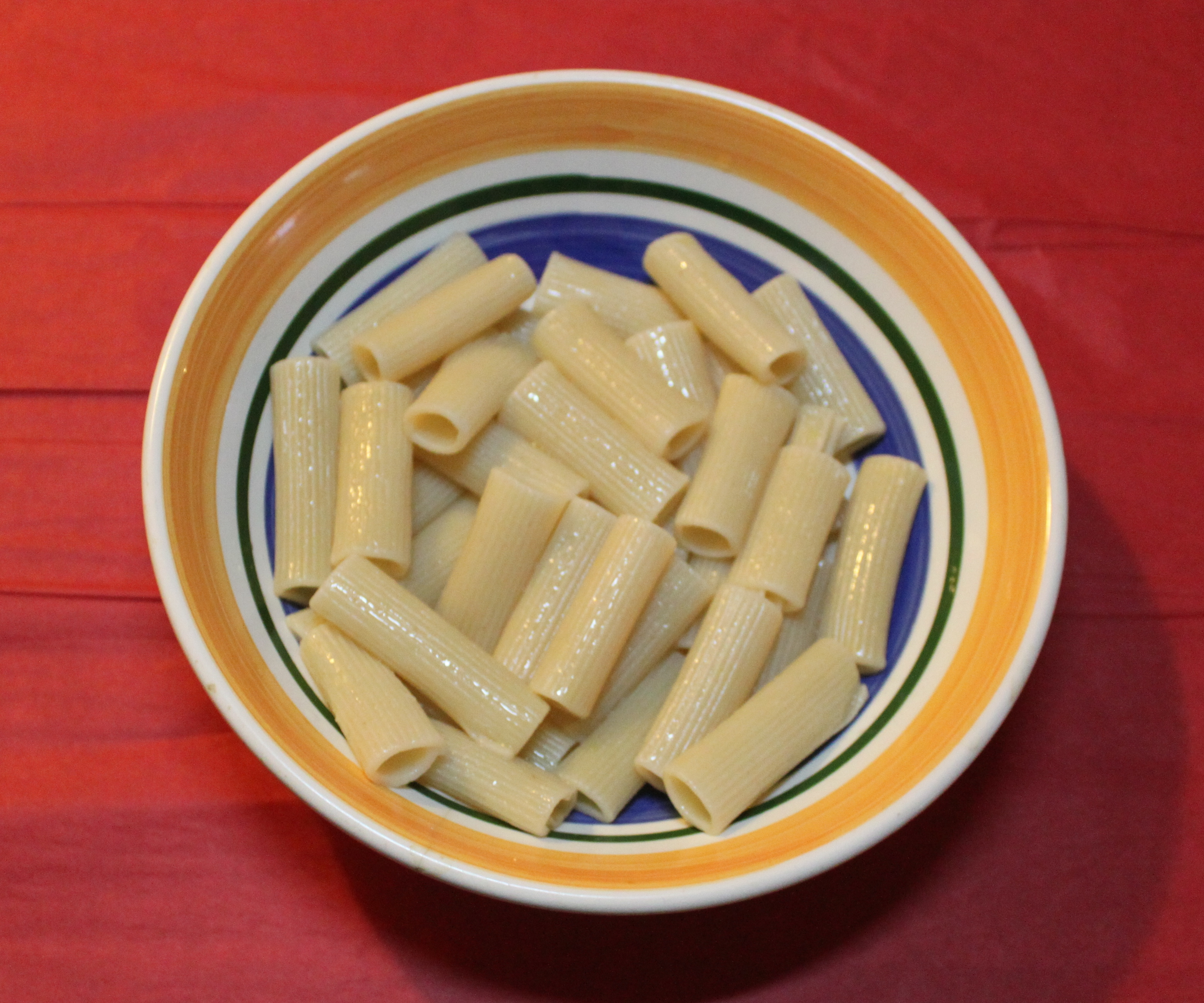
Gekochte Rigatoni

Das Wort Rigatoni stammt vom italienischen Wort rigato  ab, das gestreift bedeutet.
Rigatoni ist die bevorzugte Pastaform in Süditalien und Sizilien. Die namensgebenden Rillen sorgen dafür, dass Sauce und geriebener Käse besser als an glatten Nudeln anhaften.